# 王荣顺
王荣顺（1934年9月21日—2016年4月24日），男，江苏金坛人，中国物理化学家，东北师范大学教授，校长。。主要科研方向为量子化学，富勒烯化学，微观反应动力学和功能材料化学。

## 生平
1934年9月21日生。江苏金坛城西人。1949年考取金坛县中学。1953年进入东北师范大学化学系学习。1957年毕业后留校任教。1964年9月至1966年2月在吉林大学化学系进修，师从唐敖庆教授从事量子化学研究。文化大革命期间曾被迫改行教“自然辩证法”。
改革开放后，他重新投入了研究工作。1985年1月至1986年10月，任东北师范大学教务长。1986年11月至1992年11月，任东北师范大学副校长。1989年、1990年、1992年分别三次在美国南伊利诺伊大学化学系、紐約州立大學水牛城分校做高级访问学者。1992年12月至1998年11月，任东北师范大学校长。曾任教育部科技委化学学部委员，动力电池国家地方联合工程实验室学术委员会副主席，吉林省科学技术协会副主席，吉林省化学会理事长等职务。担任《分子科学学报》第一副主编，《应用化学》和《功能材料》杂志编委。离任后，被授予荣誉教授称号。
2016年4月24日17时40分在长春逝世，享年82岁。

## 学术贡献
从1982年开始，王荣顺用量子化学方法提出理论模型“有机导体掺杂导电的双向机制”，并和研究团队在聚并苯中加进适当掺杂物，作为锂离子电池的负极材料。这种方法使电池循环寿命达到450次，比同类产品多100多次；工作电压和比容量等技术指标也均高于同类产品。